# Elzunia cassandrina
Elzunia cassandrina är en fjärilsart som beskrevs av Anton Srnka 1885. Elzunia cassandrina ingår i släktet Elzunia och familjen praktfjärilar. Inga underarter finns listade i Catalogue of Life.